# Anguillas fotbollsförbund
Anguillas fotbollsförbund, officiellt Anguilla Football Association, är ett specialidrottsförbund som organiserar fotbollen i Anguilla.
Fotbollsförbundet grundades 1990 och anslöt sig till Concacaf och Fifa år 1996.